# 万仞宫墙

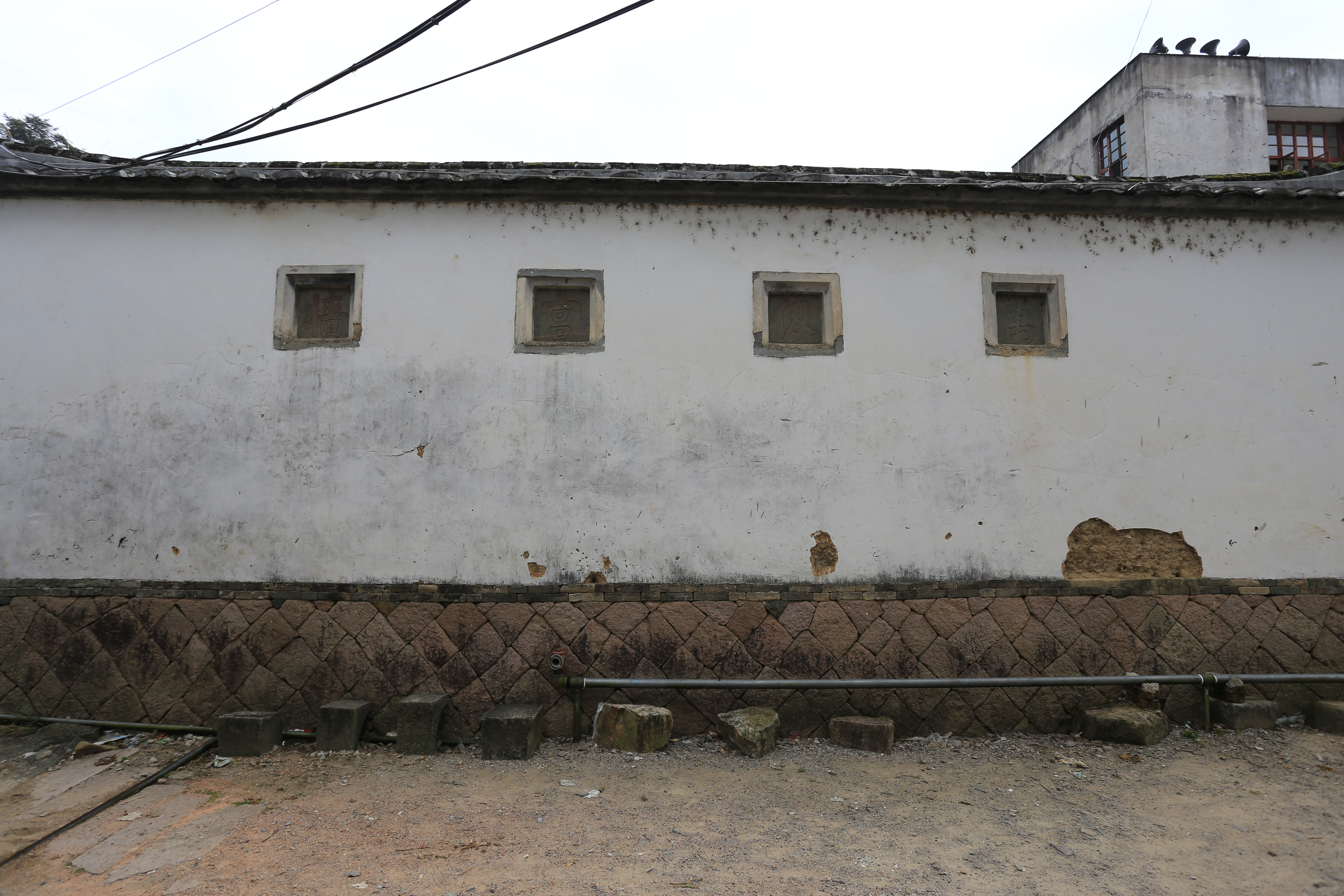
屏南文庙万仞宫墙

万仞宫墙是孔庙建筑体系中的最南边的正门，一般以城墙的形式体现。其名字的出处来源于《论语·子张》：
|  | 叔孙武叔语大夫于朝曰：“子贡贤于仲尼。”子服景伯以告子贡。子贡曰：“譬之宫墙，赐之墙也及肩，窥见室家之好。夫子之墙数仞，不得其门而入，不见宗庙之美、百官之富。得其门者或寡矣。夫子之云，不亦宜乎？” |

其大意是说，叔孙武叔在朝上对大臣们说：“子贡比孔子的学问还要渊博。”子服景伯告诉了子贡。子贡说：“人的学问好比宫墙，我的这道墙不足肩头高，别人很容易看到里面的房舍有多好看。老师的墙有好几仞高，只有找到了门，走进去，才能看到墙内雄伟的建筑。可惜能找到门的人毕竟很少。所以叔孙大夫这样评价老师的学问，不也是很正常吗？”
故此，后世多以“赐墙及肩”作为自认才疏学浅的自谦之语；又以“万仞宫墙”形容孔子学问渊博，藉此赞扬孔子崇高的思想。

## 曲阜明故城（三孔）
始建于明正德八年（1513年）的曲阜明故城正南的仰圣门，东西各有一门，城前门刻“万仞宫墙”四个字。

## 相关图片

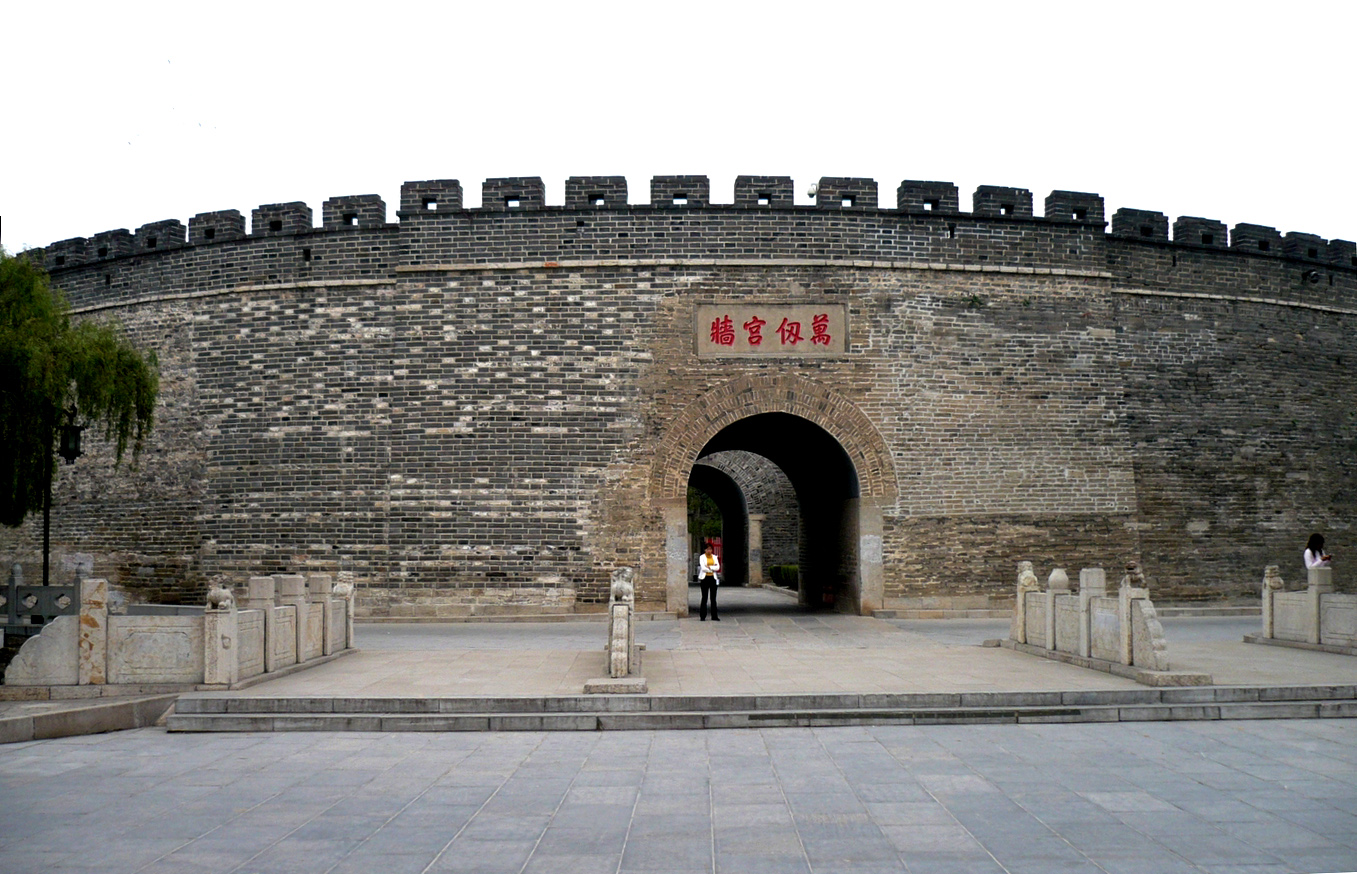
曲阜正南门清乾隆帝御笔"万仞宫墙"
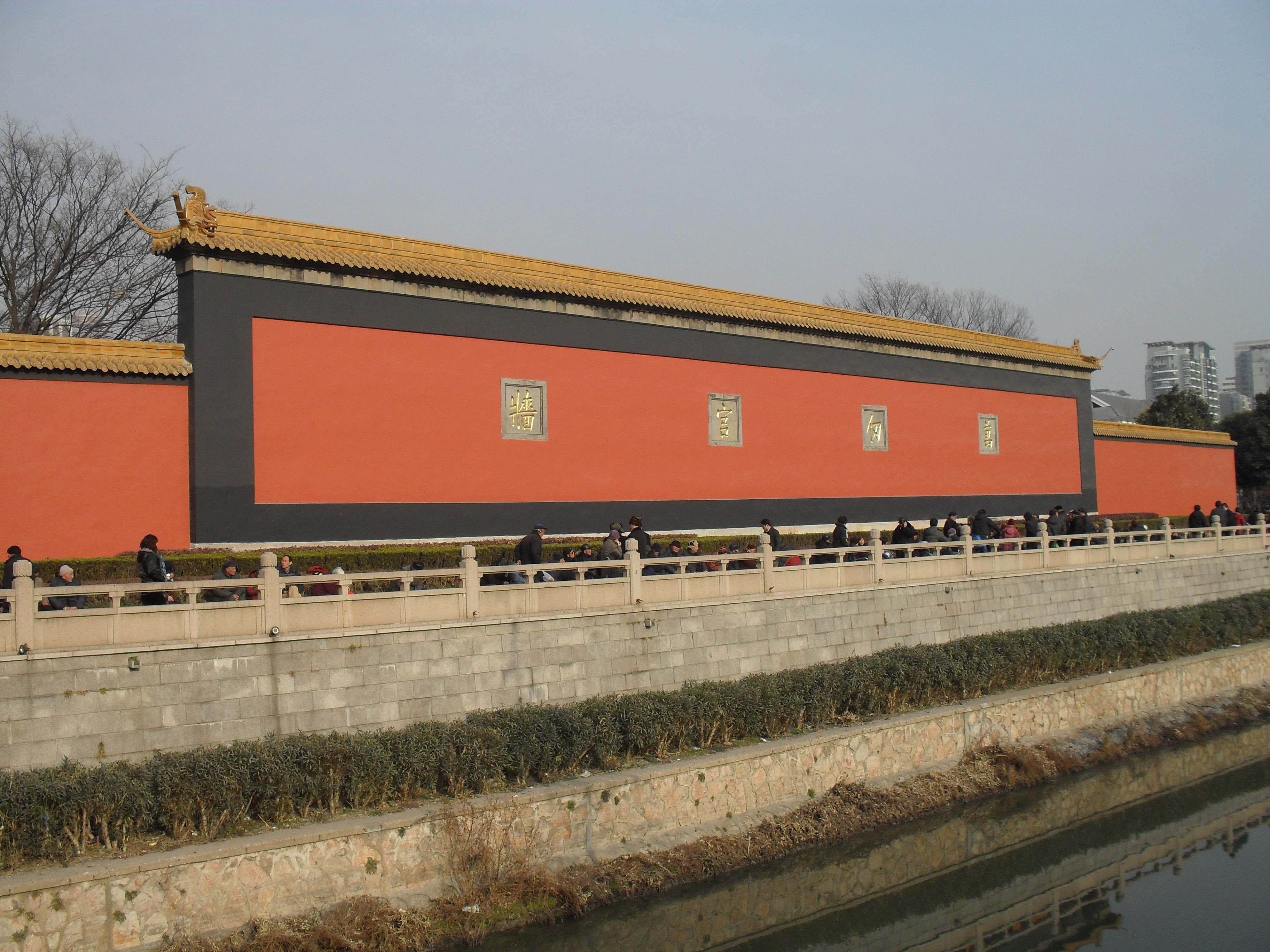
南京朝天宫江宁文庙的万仞宫墙